# Rammenau
Rammenau est une commune de Saxe (Allemagne), située dans l'arrondissement de Bautzen, dans le district de Dresde.
Elle fait partie du Verwaltungsgemeinschaft Bischofswerda avec Bischofswerda.

## Situation
Le palais baroque de Rammenau se situe au nord du centre urbain. La ville se situe à 30 kilomètres au nord est de Dresde et de Bautzen.

## Histoire

### Château
Le château de Rammenau a été mentionné dans un document la première fois en 1597. Ses propriétaires ont été les familles Ponickau, Staupitz, Von Kottwitz et Seydewitz. Entre 1721 et 1731, le propriétaire Johann Christoph Knöffel rénove le bâtiment, l'agrandit de deux étages et autour, créer un jardin baroque.
En 1945, le château fut occupé par l'Armée soviétique et les terres sont confisquées à la famille Von Helldorff, dû à la réforme agraire dans la zone d'occupation soviétique. À partir de 1951, le Collège des Beaux-Arts de Dresde utilise le château comme un atelier d'été à des fins éducatives. En 1961, le château est transformé en musée. Le musée a été élargi en 1967 pour une section sur l'histoire du château. En 1968, le restaurant du château a été ouvert. En 1972, des scènes du film Dean Reed a été tourné sur le parc du château.

### Cité
Rammenau était un village forestier qui a été fondé vers 1150 dans une zone marécageuse.
Rammenau appartenait au XVe siècle aux seigneurs de Kamenz. En 1395, le château est construit à partir de bois à colombages.
En 1642, pendant la guerre de Trente Ans, l'église et le presbytérienne est brûlés par des soldats suédois.
Milieu du XIXe siècle est Rammenau devenu un village de tisserands. En 1861, il y avait 148 tisserands et tisserand, en plus de 18 agriculteurs, 24 exploitations agricoles et 86 fonctionnaires.

## Architecture
- Château de Rammenau (XVIIIe siècle)

## Personnalités
- Johann Gottlieb Fichte (1762-1814), philosophe
- Johann Centurius von Hoffmannsegg (1766–1849), botaniste, entomologiste et ornithologue.
- Karl Wilhelm Mittag (1811/1813–1864)
- Friedrich August Emil Heuer (1857–1934)
- Siegmar Wätzlich (* 1947), joueur de football, équipe nationale de DDR.

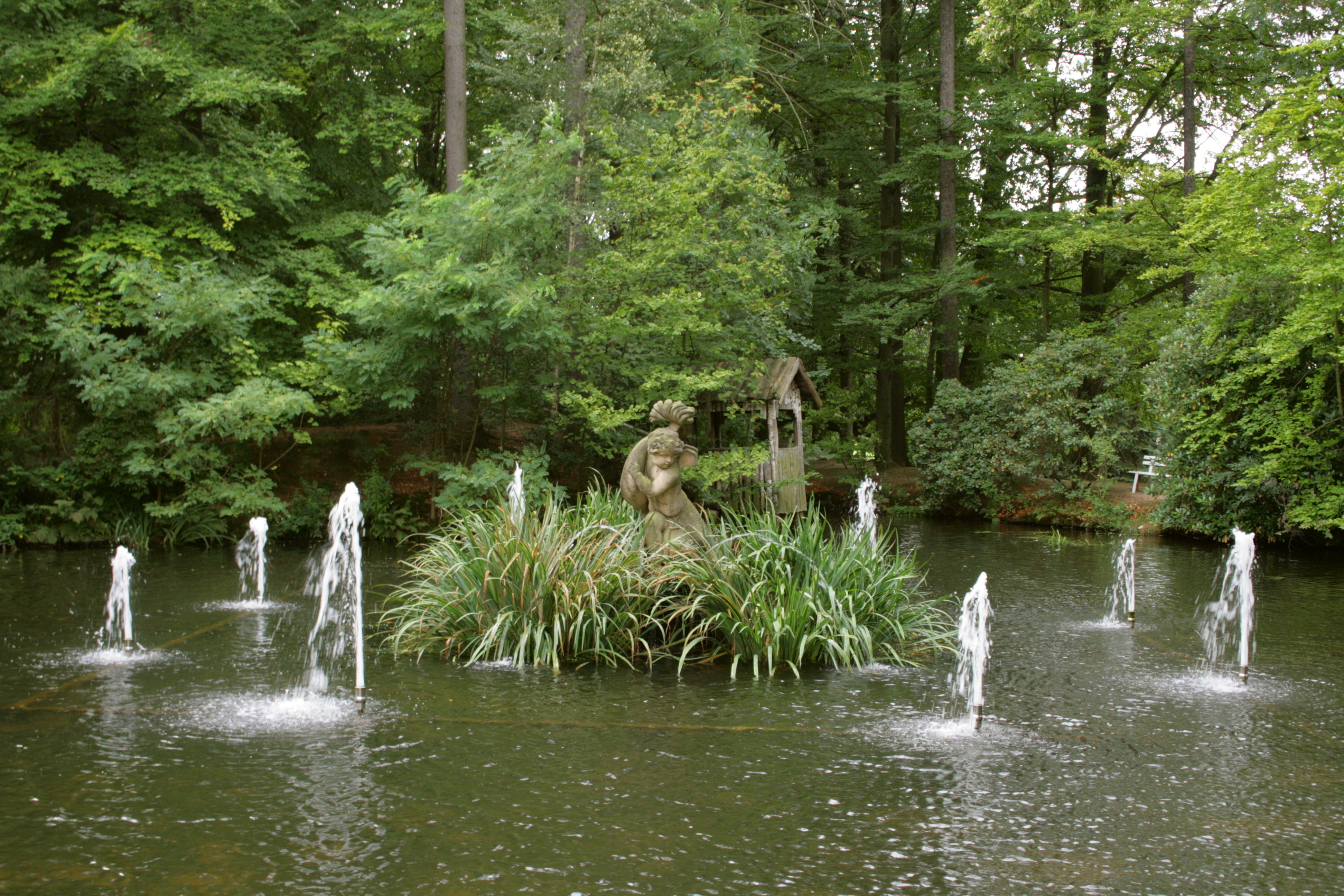
Le parc Johann Gottlieb Fichte

Rammenau (en rouge) dans l'arrondissement de Bautzen et Bischofswerda en rosé